# جامعة واشنطن في سانت لويس
جامعة واشنطن في سانت لويس (بالإنجليزية: Washington University in St. Louis)‏ هي جامعة بحثية خاصة مقرها إحدى ضواحي مدينة سانت لويس بولاية ميزوري الأمريكية.
تأسست عام 1853 وسميت على اسم جورج واشنطن. تم تصنيف جامعة واشنطن من بين ضمن أفضل جامعات الولايات المتحدة الامريكية.
يعتبر حرم دانفورث الحرم الرئيسي للجامعة، وتبلغ مساحته 169 فداناً.
وتضم الجامعة طلبة وأساتذة من جميع الولايات الأمريكية الخمسين، وأكثر من 120 دولة أجنبية، وقد انتمى إلى الجامعة ـ دارسين أو أساتذة ـ ستة وعشرون من الحاصلين على جوائز نوبل على امتداد تاريخها. ويحتل البرنامج الدراسي للمرحلة الجامعية الأولى بجامعة واشنطن في سانت لويس المرتبة الرابعة عشرة على مستوى الولايات المتحدة، كما تحتل الجامعة المرتبة السابعة في انتقائيتها للطلاب الملتحقين بها وفقًا لتقرير يو إي نيوز آند ورلد، وتحتل المرتبة الثلاثين في التصنيف الأكاديمي لجامعات العالم.
اعتبارًا من عام 2020، كان 26 من الحائزين على جائزة نوبل في الاقتصاد وعلم وظائف الأعضاء والطب والكيمياء والفيزياء من جامعة واشنطن، وقد أجرى عشرة منهم الجزء الأكبر من أبحاثهم الرائدة في الجامعة. في عام 2019، صنفت Clarivate Analytics جامعة واشنطن في المرتبة السابعة في العالم لمعظم الباحثين. كما حصلت الجامعة أيضًا على رابع أعلى مبلغ من منح البحوث الطبية من المعاهد الوطنية للصحة بين كليات الطب في عام 2019.

## التاريخ

### التاريخ المبكر (1853-1900)
تم إنشاء جامعة واشنطن من قبل 17 من قادة الأعمال والسياسيين والدينيين في سانت لويس في ميزوري الذين كانوا قلقين من نقص مؤسسات التعليم العالي في وسط غرب الولايات المتحدة. وقاد هذا الجهد عضو مجلس الشيوخ عن ولاية ميسوري وايمان كرو والوزير الموحّد ويليام جرينليف إليوت، جد الشاعر ت. س. إليوت.

### العصر الحديث (1900-1955)

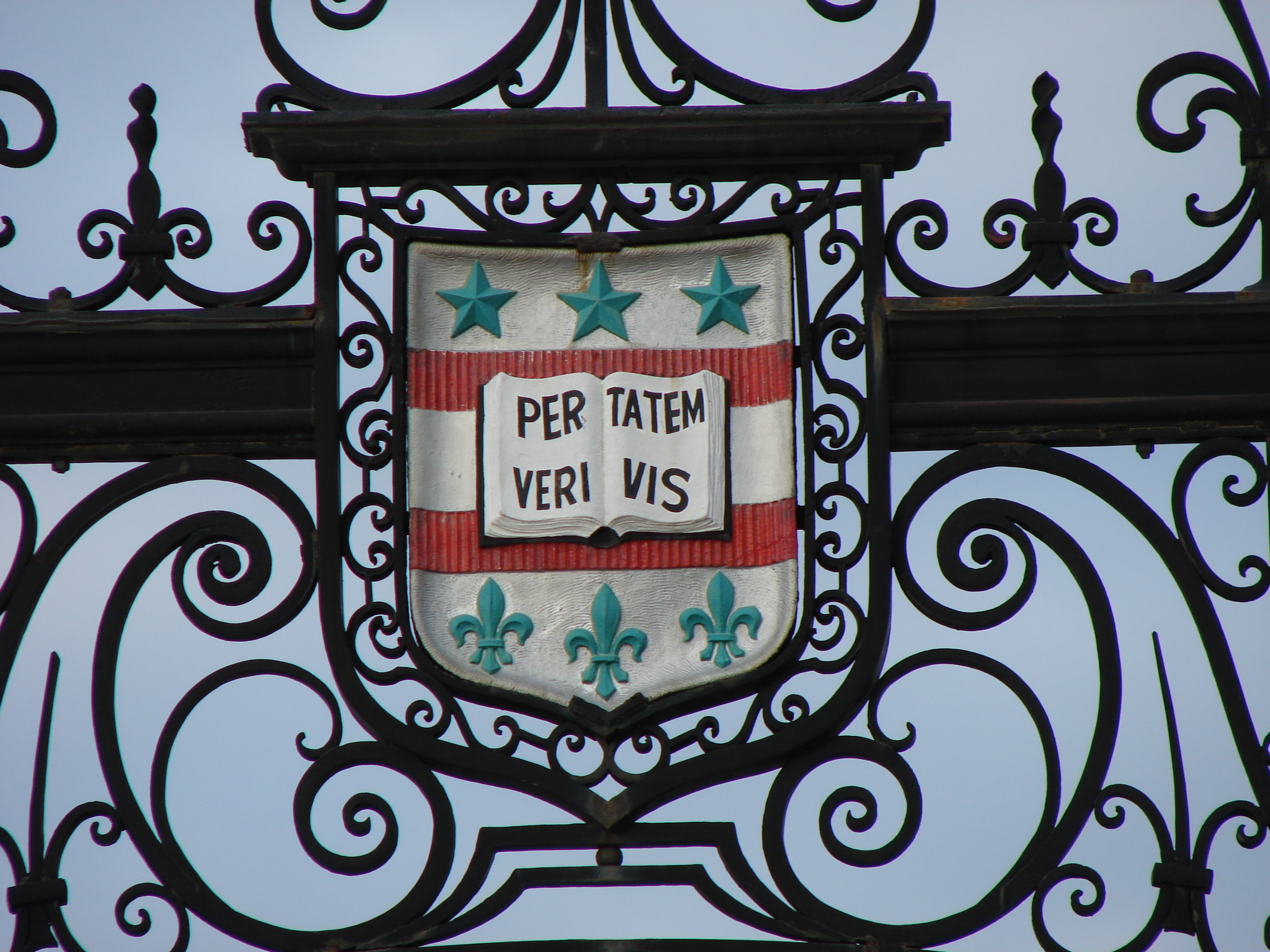
شعار جامعة واشنطن عند مدخل فرانسيس فيلد

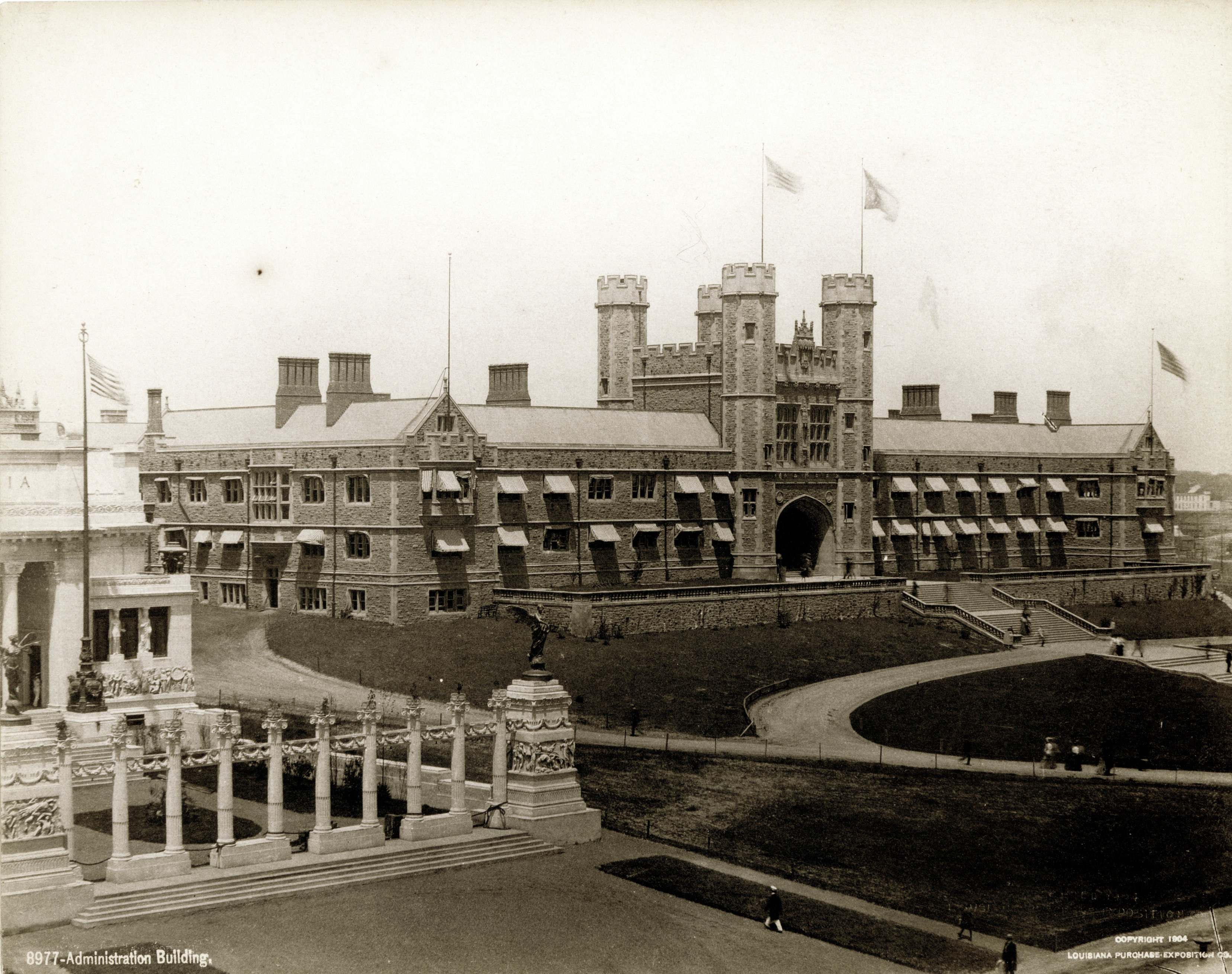
قاعة بروكينغز خلال معرض 1904 العالمي

أمضت الجامعة نصف قرنها الأول في وسط مدينة سانت لويس حيث يحدها شارع واشنطن ولوكاس بليس وشارع لوكست. بحلول تسعينيات القرن التاسع عشر، بسبب التوسع الهائل في كلية الطب، بدأت الجامعة في التحرك والتوسع غربًا. بدأ مجلس إدارة الجامعة في البحث عن أرضية مناسبة واستأجر شركة هندسة المناظر الطبيعية أولمستيد وأولمستيد وإليوت في بوسطن. وجدت لجنة مؤلفة من روبرت س.بروكينغز وهنري وير إليوت وويليام هوز موقعًا 103 أكر (41.7 ها) خلف فورست بارك، الواقعة غرب حدود المدينة في مقاطعة سانت لويس. كان يُعتقد أن ارتفاع الأرض يشبه الأكروبوليس وألهم لقب الحرم الجامعي «هيلتوب»، الذي أعيدت تسميته إلى حرم دانفورث الجامعي في عام 2006 تكريماً للمستشار السابق ويليام إتش دانفورث.
في عام 1899، افتتحت الجامعة مسابقة تصميم وطنية للحرم الجامعي الجديد. فازت شركة كوب وستواردسون الشهيرة في فيلادلفيا (نفس المهندسين المعماريين الذين صمموا جزءًا كبيرًا من جامعة بنسلفانيا وجامعة برينستون) بالمسابقة.
تم وضع حجر الأساس للمبنى الأول قاعة بوتش في 20 أكتوبر 1900. بدأ بناء قاعة بروكينجز وغيرها بعد ذلك بوقت قصير. تأخرت الجامعة في استخدام هذه المباني حتى عام 1905 حيث تم استخدامها في عام 1904 لأغراض المعرض العالمي والأولمبياد. سمح التأخير للجامعة ببناء عشرة مبان بدلاً من السبعة التي كان مخططاً لها في الأصل. شكلت هذه المجموعة الأصلية من المباني سابقة لتطوير حرم دانفورث الجامعي؛ أدت خطة كوب وستواردسون الأصلية واختيارها لمواد البناء، مع استثناءات قليلة، إلى توجيه بناء وتوسيع حرم دانفورث الجامعي حتى يومنا هذا.
بحلول عام 1915، تم الانتهاء من بناء مجمع طبي جديد على طريق كنجز السريع في المنطقة الوسطى الغربية في سانت لويس الآن. بعد ثلاث سنوات، قبلت جامعة واشنطن أول طالبات في كلية الطب.
في عام 1922، أجرى أستاذ الفيزياء الشاب، آرثر كومبتون، سلسلة من التجارب والتي أظهرت مفهوم «الجسيمات» للإشعاع الكهرومغناطيسي. أكتسب كومبتون باكتشافه المسمى «ظاهرة كومبتون»، جائزة نوبل في الفيزياء عام 1927.

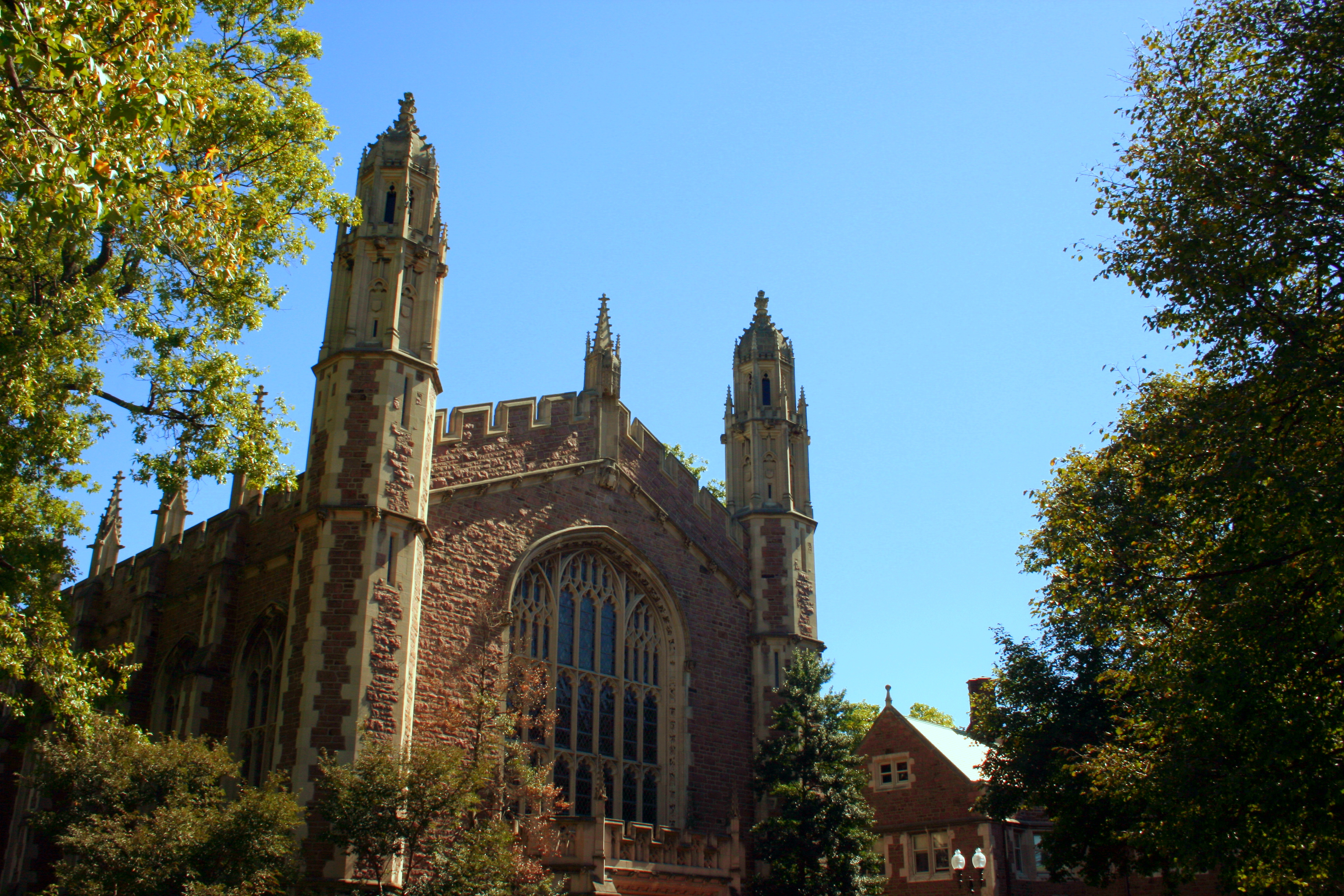
جراهام تشابل

خلال الحرب العالمية الثانية، كجزء من مشروع مانهاتن النووي، تم استخدام مسرع دوراني في جامعة واشنطن لإنتاج كميات صغيرة من عنصر البلوتونيوم المكتشف حديثًا عن طريق القصف النيوتروني لنترات اليورانيوم سداسي هيدرات. تم شحن البلوتونيوم المنتج هناك في عام 1942 إلى مختبر للمعادن الذي أنشأه كومبتون في جامعة شيكاغو حيث استخدمه فريق غلين سيبورغ لاستخراج وتنقية ودراسات خصائص المادة الغريبة.
بدأت عملية إلغاء الفصل العنصري في جامعة واشنطن في عام 1947 مع كلية الطب وكلية الخدمة الاجتماعية. خلال منتصف الأربعينيات وأواخرها، كانت الجامعة هدفًا للافتتاحيات النقدية في الصحافة المحلية الأمريكية من أصل أفريقي.
في ربيع عام 1949، بدأت مجموعة طلابية بجامعة واشنطن، وهي لجنة الطلاب لقبول الزنوج (SCAN)، بحملات من أجل الاندماج العنصري الكامل. ولاحقًا في مايو 1952، أصدر مجلس الأمناء قرارًا بإلغاء الفصل بين الأقسام الجامعية في المدرسة.

### التاريخ الحديث (1955 إلى الوقت الحاضر)

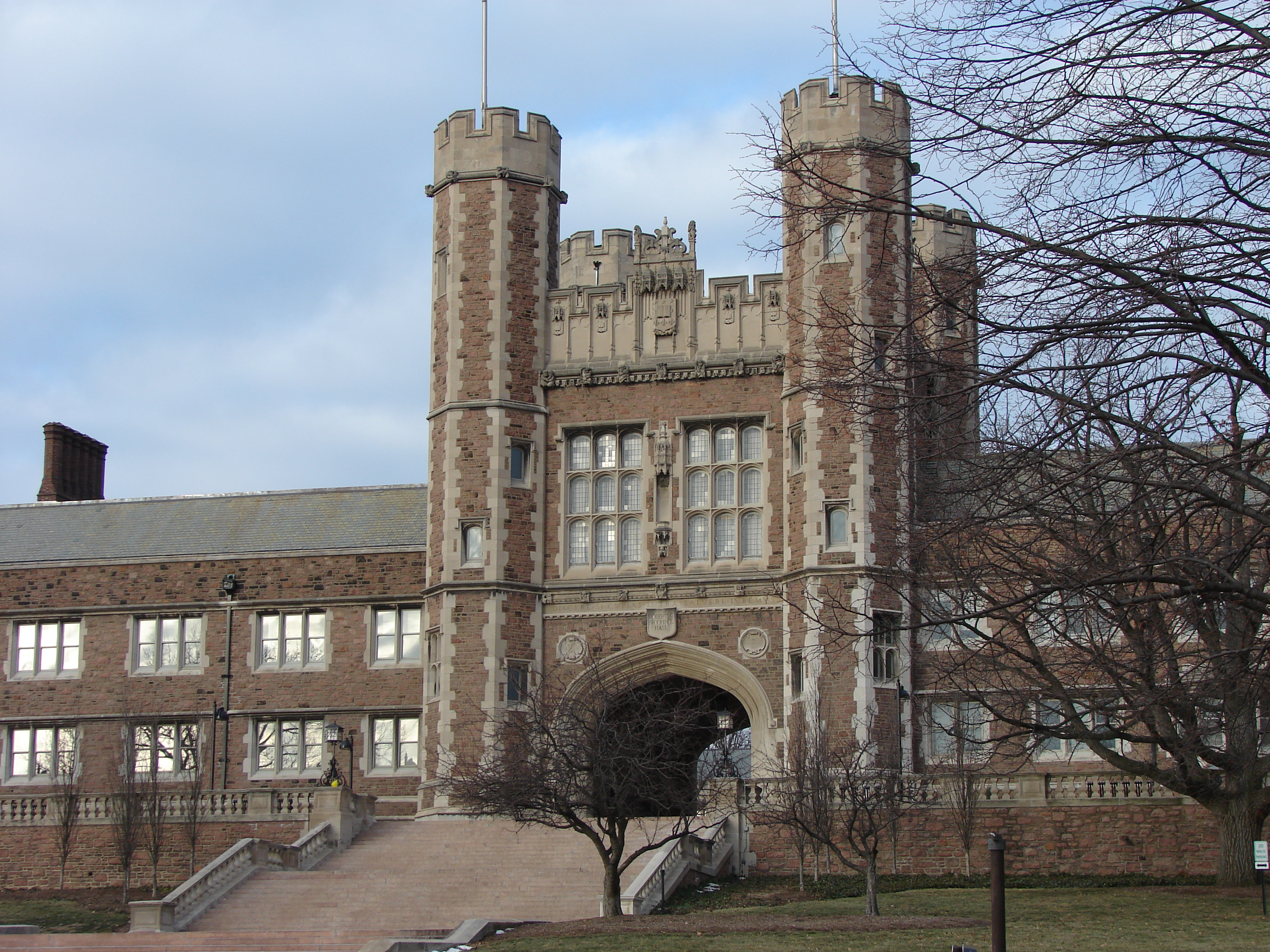
قاعة بروكينغز

خلال النصف الأخير من القرن العشرين، انتقلت جامعة واشنطن من جامعة إقليمية قوية إلى مؤسسة بحثية وطنية. في عام 1957، بدأ التخطيط لبناء "South 40"، وهو مجمع من القاعات السكنية الحديثة التي تضم في المقام الأول الطلاب الجدد وبعض طلاب السنة الثانية. مع السكن الإضافي داخل الحرم الجامعي، بدأت جامعة واشنطن في جذب مجموعة وطنية من المتقدمين. بحلول عام 1964، جاء أكثر من ثلثي الطلاب الوافدين من خارج منطقة سانت لويس.
في عام 1971، عين مجلس الأمناء المستشار ويليام هنري دانفورث، الذي قاد الجامعة خلال الأزمات الاجتماعية والمالية في السبعينيات وعزز علاقة الجامعة المتوترة مع مجتمع سانت لويس. خلال فترة عمله كمستشار لمدة 24 عامًا، قام دانفورث بتحسين كلية الطب بشكل كبير، وأنشأ 70 كرسيًا جديدًا لأعضاء هيئة التدريس، وحصل على 1.72 مليار دولارًا أمريكيًا هبة ومضاعفة مقدار المنح الدراسية ثلاث مرات.
في عام 1995، تم انتخاب مارك س. رايتون، وكيل الجامعة السابق في معهد ماساتشوستس للتكنولوجيا، ومستشار الجامعة الرابع عشر. خلال فترة توليه، تضاعفت الطلبات الجامعية في جامعة واشنطن. منذ عام 1995، أضافت الجامعة أكثر من 190 من الأستاذية الممنوحة، وجددت مناهج الفنون والعلوم، وبُني أكثر من 30 مبنى جديدًا.
تزامن نمو سمعة جامعة واشنطن مع سلسلة من جهود جمع الأموال التي حطمت الرقم القياسي خلال العقود الثلاثة الماضية. من 1983 إلى 1987، جمعت حملة «التحالف من أجل جامعة واشنطن» 630.5 مليون دولارًا ، والذي كان آنذاك أنجح جهد لجمع الأموال في التاريخ الوطني. من عام 1998 إلى عام 2004، جمعت «حملة جامعة واشنطن» 1.55 مليار دولار، والتي تم تطبيقها على منح دراسية إضافية وأساتذة ومبادرات بحثية.
في عام 2002، شاركت جامعة واشنطن في تأسيس مجتمع كورتكس للابتكار في حي وسط مدينة سانت لويس. يُعد المجتمع هي أكبر مركز للابتكار في الغرب الأوسط للولايات المتحدة، وموطن مكاتب شركة سكوير ومايكروسوفت وشركة أي أو أن للتأمين وشركة بوينع ووشركة سينتين. أوجد مركز الابتكار أكثر من 3800 وظيفة تقنية في 14 عامًا.
في عام 2005، أسست جامعة واشنطن أكاديمية ماكدونيل الدولية للعلماء، وهي شبكة دولية من جامعات الأبحاث الرائدة، مع هبة أولية قدرها 10 ملايين دولار من رجل الأعمال الأمريكي جون إف ماكدونيل. يُعد هدف الأكاديمية تطوير مجموعة من قادة المستقبل، وتعزيز العلاقات مع أفضل الجامعات الأجنبية، وتعزيز الوعي العالمي والمسؤولية الاجتماعية.
في عام 2019، كشفت جامعة واشنطن النقاب عن مشاريع تحويل في الحرم الجامعي بقيمة 360 مليون دولار تم بناؤها على خطة الحرم الجامعي الأصلية لعام 1895 من قبل أولمستيد وأولمستيد وإليوت، على 18 فدانًا من حرم دانفورث الجامعي، ويشمل إضافة خمسة مبانٍ جديدة، وتوسيع متحف ميلدريد لين كيمبر للفنون بالجامعة، ونقل المئات من أماكن وقوف السيارات السطحية إلى تحت الأرض، وإنشاء حديقة جديدة واسعة.
في يونيو 2019، تم انتخاب أندرو د.مارتن، العميد السابق لكلية الآداب والعلوم والفنون بجامعة ميتشيغان، ومستشار الجامعة رقم 15. أعلن في يوم تنصيبه عن برنامج "WashU Pledge"، وهو برنامج مساعدة مالية يسمح لطلاب ميزوري وجنوب إلينوي المتفرغين المؤهلين لبرنامج بيل غرانت أو من عائلات يبلغ دخلها السنوي 75,000 دولارًا أو أقل حضور الجامعة مجانًا.

### المناظرات الرئاسية ونائب الرئيس الأمريكي

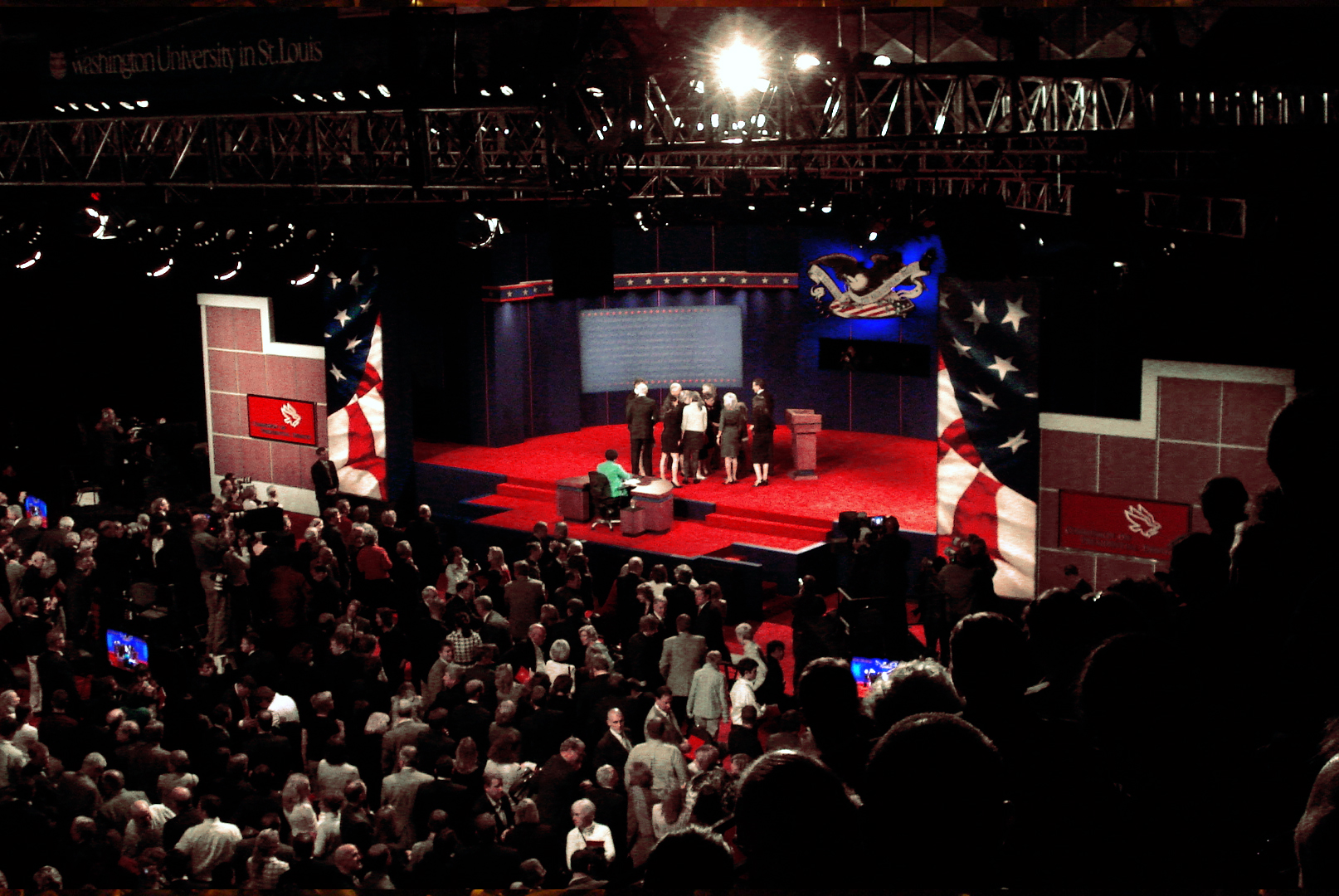
مناظرة نائب الرئيس 2008 في جامعة واشنطن فيلد هاوس

تم اختيار جامعة واشنطن من قبل لجنة المناظرات الرئاسية لاستضافة المزيد من المناظرات الرئاسية ومناظرات نائب الرئيس أكثر من أي مؤسسة أخرى في التاريخ. عُقدت المناظرات الانتخابات الرئاسية الأمريكية في مجمع جامعة واشنطن الرياضي في الأعوام 1992 و 2000 و 2004 و 2016. وكان من المقرر إجراء مناظرة رئاسية في عام 1996، ولكن بسبب صعوبة تحديد المواعيد بين المرشحين، ألغيت المناقشة.
استضافت الجامعة مناظرة نائب الرئيس الوحيدة في 2 أكتوبر 2008 بين الجمهوريّة سارة بالين والديمقراطي جو بايدن في مجمع جامعة واشنطن الرياضي. استضافت الجامعة المناظرة الرئاسية الثانية لعام 2016، بين مرشح الحزب الجمهوري دونالد ترامب ومرشحة الحزب الديمقراطي هيلاري كلينتون، في 9 أكتوبر 2016.
منذ عام 1992، استضافت جامعة واشنطن خمس مناظرات رئاسية أو لنائب الرئيس، أكثر من أي مؤسسة أخرى. قررت الجامعة عدم استضافة أي مناظرة رئاسية لعام 2020، خلافًا لرأي غالبية الطلاب.

## الجغرافيا والحرم الجامعي

### حرم دانفورث الجامعي
يُعد حرم دانفورث الجامعي الحرم الجامعي الرئيسي للجامعة وهو يقع بين فورست بارك باركواي وشارع ويداون وشمال شارع بيج بيند وشارع سكنكر الشمالي.
خلال عام 2019، تم كشف النقاب عن مشروع تجديد بقيمة 360 مليون دولار في الحرم الجامعي وذلك بناءً على خطة الحرم الجامعي الأصلية لعام 1895 من قبل الأخوة أولمستيد. يتضمن المشروع إنشاء مركز ترحيب للجمهور، ومقهى وبرنامج الدراسات البيئية ومكتب الاستدامة بالإضافة إلى قاعات تعليمية. تم تصميم جميع المباني الجديدة في الطرف الشرقي لتحقيق شهادة الريادة في تصميمات الطاقة والبيئة، وتشمل الألواح الشمسية الموجودة على العديد من الأسطح لتوليد الكهرباء المتجددة. بالإضافة إلى المباني الخمسة الجديدة، وقام نقل مواقف السيارات السطحية إلى تحت الأرض.
في عام 2020، صنفت مجلة برينستون ريفيو حرم دانفورث من بين أفضل 10 «أحرام جامعية» في الولايات المتحدة.

### الحرم الطبي

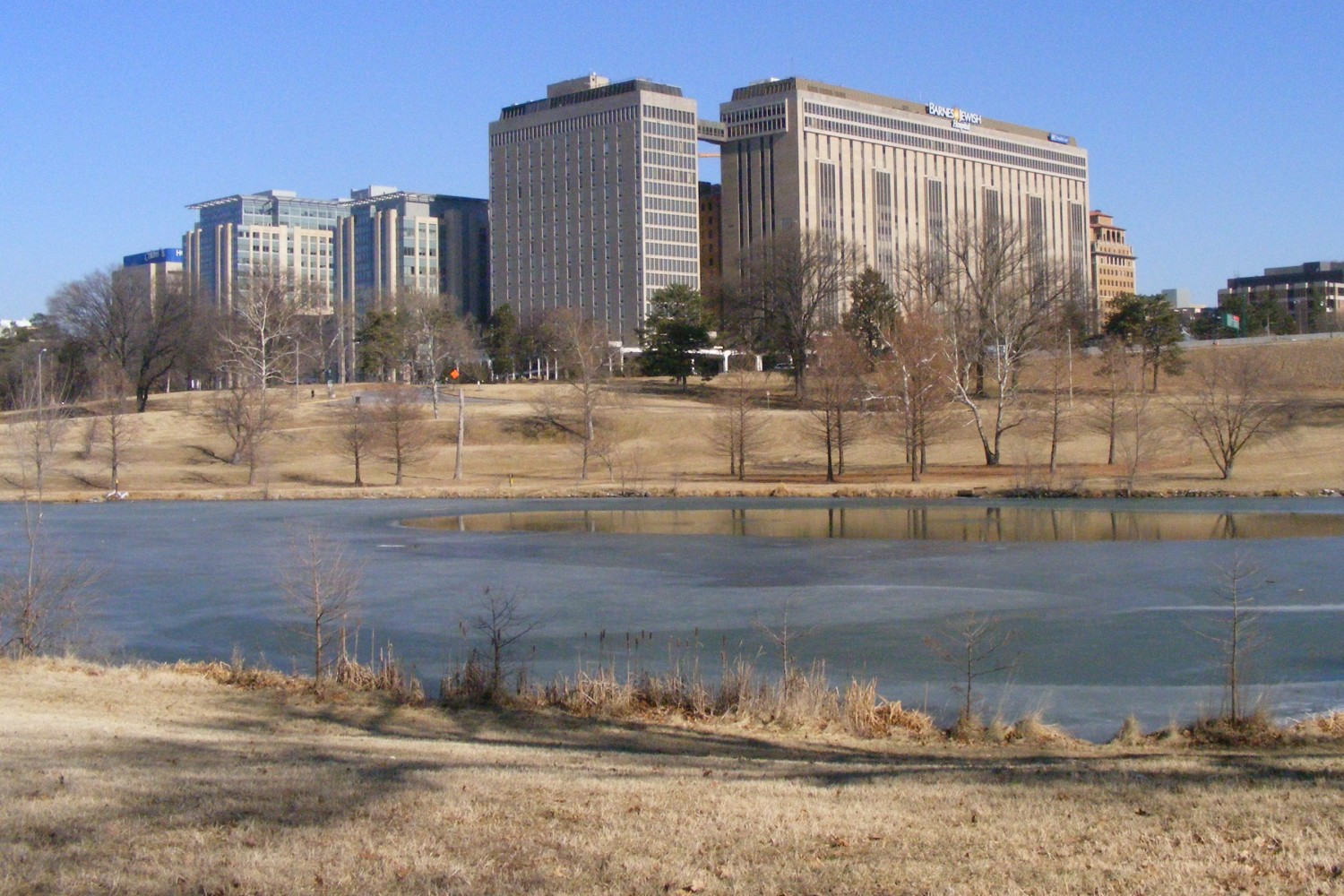
المركز الطبي لجامعة واشنطن

تبلغ مساحة المركز الطبي بجامعة واشنطن حوالي 164 أكر (66.4 ها) وهي موزعة على ما يقرب من 12 مبنى في المدينة، وتقع على طول الحافة الشرقية لمنتزه فورست بارك داخل حي سنترال ويست إند في سانت لويس.
يُعد الحرم الطبي هو موطن لكلية الطب بجامعة واشنطن والمستشفيات التعليمية المرتبطة بها ومستشفى بارنز اليهودي ومستشفى سانت لويس للأطفال. يعمل أيضًا أطباء الكلية المتطوعون والموظفون البالغ عددهم 2,100 في الحرم الجامعي الطبي كطاقم طبي في مستشفيات بارنز-يهود وسانت لويس للأطفال.
يقدم الحرم السكني أولين والذي سُمي نسبةً إلى سبنسر ترومان أولين، خدمات سكنية لـ 200 من طلاب الطب والدراسات العليا.
يمكن الوصول إلى الحرم الجامعي الطبي عبر محطة سنترال ويست إند، والتي توفر رابطًا سريعًا إلى الحرم الجامعي كاملًا.
يضم الحرم الطبي:
- مستشفى بارنز اليهودي
- معهد مالينكروت للأشعة
- المعهد المركزي للصم
- مستشفى سانت لويس للأطفال
- مركز ألفين جيه سيتمان للسرطان
- معهد التأهيل في سانت لويس
- مركز الطب المتقدم
- مركز النساء والرضع
- مركز إريك بي نيومان التعليمي

### مركز أبحاث تايسون
يُعد مركز أبحاث تايسون محطة ميدانية تقع غرب سانت لويس على نهر ميراميك. حصلت جامعة واشنطن على مركز تايسون كممتلكات فائضة من الحكومة الفيدرالية في عام 1963. يتم استخدامه من قبل الجامعة كمحطة ميدانية بيولوجية ومركز بحث تعليمي.

### الحرم الشمالي والغربي
يضم الحرم الجامعي الشمالي والحرم الجامعي الغربي بجامعة واشنطن وظائف إدارية لا تركز على الطلاب.
يقع الحرم الشمالي في مدينة سانت لويس بالقرب من دلمار لوب. استحوذت الجامعة على المبنى والممتلكات المجاورة في عام 2004، والتي كانت في السابق موطنًا لمصنع انجليكا يونيفورم. تقع العديد من الدوائر الإدارية بالجامعة في موقع الحرم الجامعي الشمالي، بما في ذلك مكاتب الإسكان، وخدمات المحاسبة والخزانة، وخدمات وقوف السيارات والنقل، ومكاتب تدريب ضباط الاحتياط التابعة للجيش، وخدمات تكنولوجيا الشبكات. يوفر موقع الحرم الشمالي أيضًا مساحة تخزين خارج الموقع لقسم الفنون المسرحية.
يقع الحرم الغربي على بعد 1 ميل (1.6 كـم) إلى الغرب من حرم دانفورث الجامعي في كلايتون بولاية ميسوري، ويتكون أساسًا من مبنى سابق متعدد الأقسام مكون من أربعة طوابق يضم في الغالب مساحة إدارية. كان المبنى مقرًا لأحد المتاجر حتى عام 1990، عندما استحوذت الجامعة على العقار وموقف السيارات المجاور وبدأت سلسلة من التجديدات. اليوم، يضم الطابق السفلي مكتبة الحرم الجامعي الغربي، وأرشيفات الجامعة، ومكتبة التاريخ الجرافيكي الحديث، وقاعة المؤتمرات.

## الكليات

### الآداب والعلوم

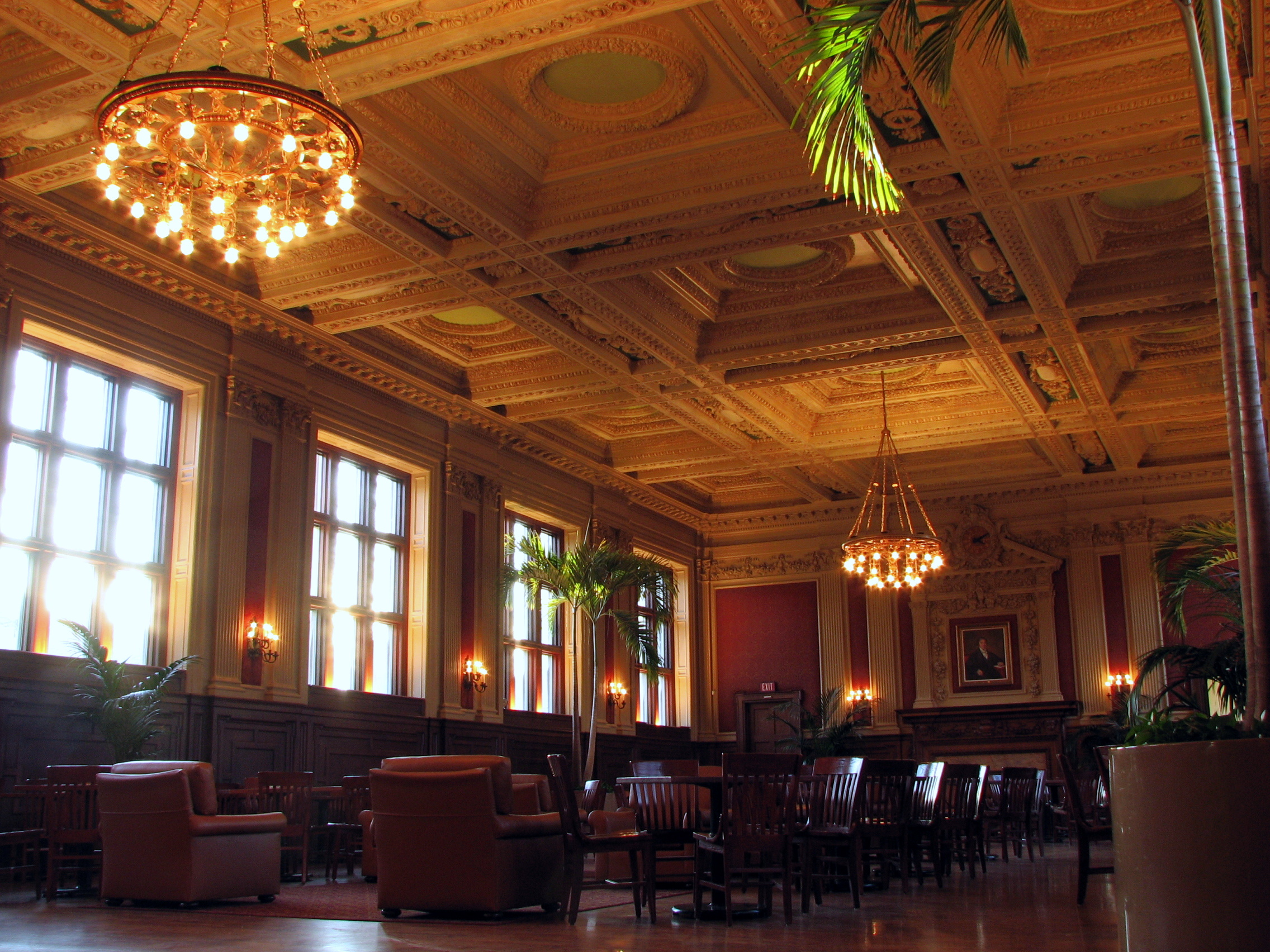
هولمز لاونج، غرفة القراءة المركزية في الحرم الجامعي، حيث يمكن للطلاب الدراسة

تضم كلية الآداب والعلوم في جامعة واشنطن ثلاثة أقسام: كلية الآداب والعلوم، وكلية الدراسات العليا للفنون والعلوم، والكلية الجامعية في الآداب والعلوم.
تخدم كلية الدراسات العليا أكثر من 7600 طالب يسعون للحصول على درجتي الماجستير والدكتوراه.
تقدم كلية الآداب والعلوم دورات في أكثر من اثنتي عشرة لغة، بما في ذلك العربية والعبرية والإسبانية والألمانية والفرنسية والسواحيلية والصينية واليابانية والكورية والروسية واليونانية والإيطالية والهندية والبرتغالية واللاتينية. تقدم الكلية الجامعية في الآداب والعلوم أيضًا عملًا في اللغة السويدية والفيتنامية والأيرلندية والتشيكية.

### الأعمال
تأسست كلية أولين للأعمال باسم كلية التجارة والمالية في عام 1917، وسميت على اسم رجل الأعمال جون إم أولين في عام 1988. تشمل البرامج الأكاديمية للمدرسة بكالوريوس إدارة الأعمال وماجستير في إدارة الأعمال وماجستير في إدارة الأعمال المهنية وماجستير في إدارة الأعمال التنفيذية وماجستير في العلوم المالية وماجستير في إدارة سلسلة التوريد وماجستير في تحليلات العملاء وماجستير في المحاسبة وماجستير عالمي في التمويل برنامج درجة مزدوجة ودكتوراه بالإضافة إلى التعليم التنفيذي بدون درجة. في عام 2002، تم إنشاء برنامج ماجستير إدارة الأعمال التنفيذية في شنغهاي، بالتعاون مع جامعة فودان.

### كلية الطب

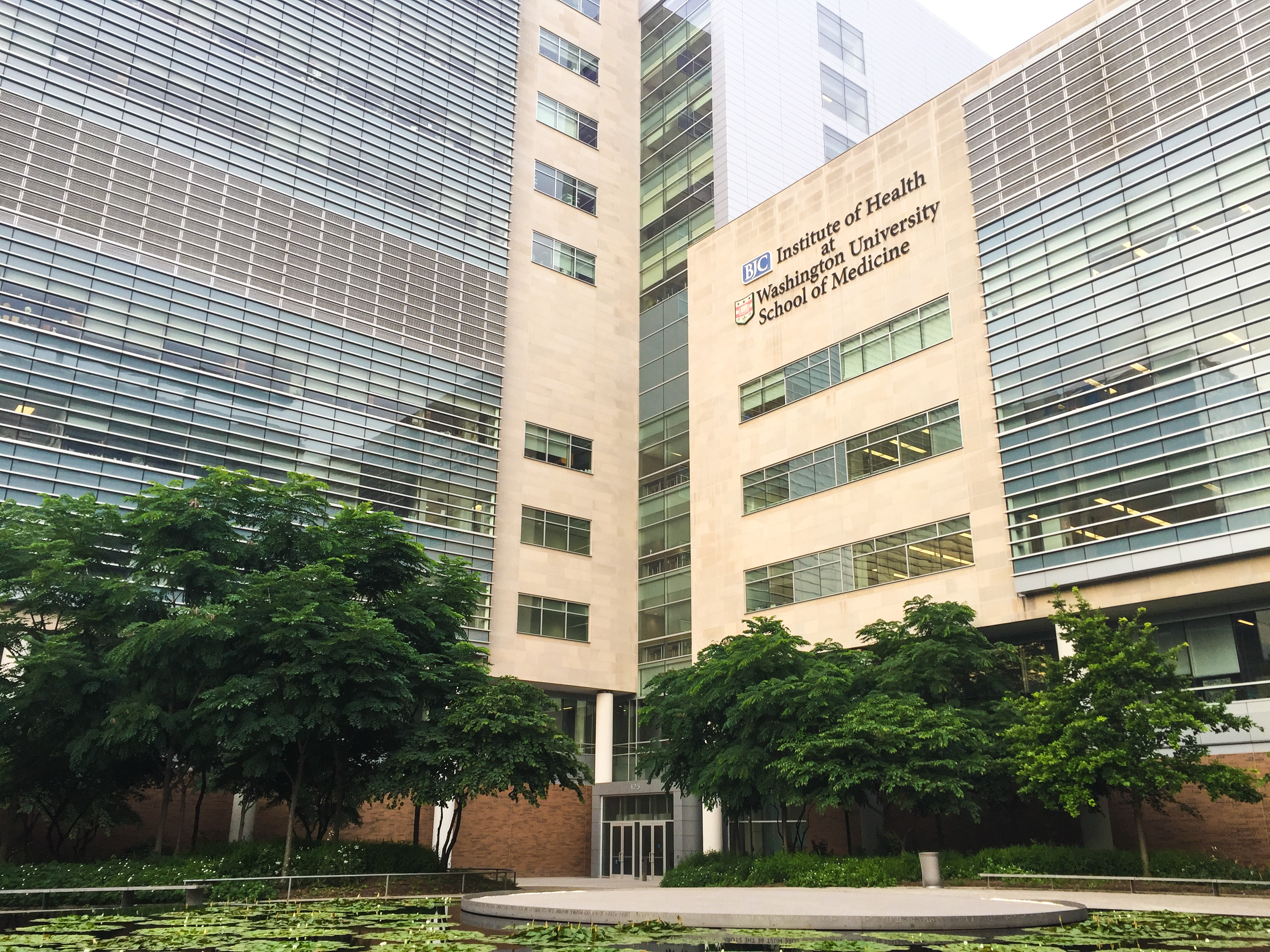
كلية الطب بجامعة واشنطن

تأسست كلية الطب بجامعة واشنطن في عام 1891. وفي تصنيف يو إس نيوز آند وورلد ريبورت لكليات الطب الأمريكية لعام 2021، احتلت المرتبة السادسة في البحث والمرتبة 31 في الرعاية الأولية.
يقع معهد ماكدونيل للجينوم (الذي أسسه ريتشارد ك.ويلسون) داخل كلية الطب بجامعة واشنطن، ويُعد واحد من ثلاثة مراكز رئيسية لتسلسل الحمض النووي الريبوزي منقوص الأكسجين الممولة من المعاهد الوطنية للصحة العامة في الولايات المتحدة ولها دور مهم في مشروع الجينوم البشري. في عام 2019، كانت كلية الطب بجامعة واشنطن هي كلية الطب الرابعة في الولايات المتحدة التي تلقت أكبر قدر من تمويل المعاهد الوطنية للصحة.
تتعاون كلية الطب مع مستشفى سانت لويس للأطفال ومستشفى بارنز اليهودي حيث يكون جميع الأطباء أعضاء في هيئة التدريس بالكلية.

### كلية الأسنان
تأسست كلية طب الأسنان بجامعة واشنطن في عام 1866، وكانت أول كلية طب أسنان في غرب نهر المسيسيبي ومدرسة طب الأسنان السادسة في الولايات المتحدة وأغلقت المدرسة في عام 1991.

## الترتيب والسمعة
تم تصنيف برنامج البكالوريوس في جامعة واشنطن في المرتبة 16 على مستوى الدولة في تصنيف الجامعات الوطنية الأمريكي لعام 2021. والمرتبة 11 من قبل صحيفة وول ستريت جورنال في تصنيفاتها لعام 2018. تم تصنيف الجامعة في المرتبة 22 في العالم لعام 2019 من خلال التصنيف الأكاديمي للجامعات العالمية.
يتميز القبول الجامعي في جامعة واشنطن وفق مؤسسة كارنيجي ويو إس نيوز آند وورلد ريبورت بأنه «الأكثر انتقائية». منحت مجلة برينستون، في إصدارها لعام 2020، الجامعة تصنيفًا انتقائيًا للقبول يبلغ 99 من 99. بلغ معدل القبول لفصل عام 2024 (الذين دخلوا في خريف 2020) 12.8٪، مع اختيار الطلاب من بين أكثر من 27900 طلب. من الطلاب المقبولين، كان 92 في المائة من أعلى 10 في المائة من فصلهم.
صنفت مجلة برينستون جامعة واشنطن في المرتبة الأولى لأفضل مساكن جامعية والثالثة لأفضل غذاء جامعي، وأفضل كليات للتشغيل، وأفضلها في المساعدة المالية في إصدارها لعام 2020.
صنفت نشي الجامعة كأفضل كلية للهندسة المعمارية وثاني أفضل حرم جامعي ومساكن جامعية في الولايات المتحدة في عام 2020. احتلت كلية الطب بجامعة واشنطن المرتبة السادسة في البحث من قبل يو إس نيوز آند وورد ريبورت في عام 2020 وتم إدراجها ضمن أفضل عشر كليات طبية منذ نشر التصنيف لأول مرة في عام 1987. بالإضافة إلى ذلك، صنفت مجلة يو إس نيوز آند وورد ريبورت علم الوراثة والعلاج الطبيعي بالجامعة على أنهما مرتبطان بالمركز الأول. صنف التصنيف العالمي للجامعات العالمية واشنطن في المرتبة السادسة في العالم في علم التشريح وعلم وظائف الأعضاء في عام 2020.

## المتاحف والمكتبات

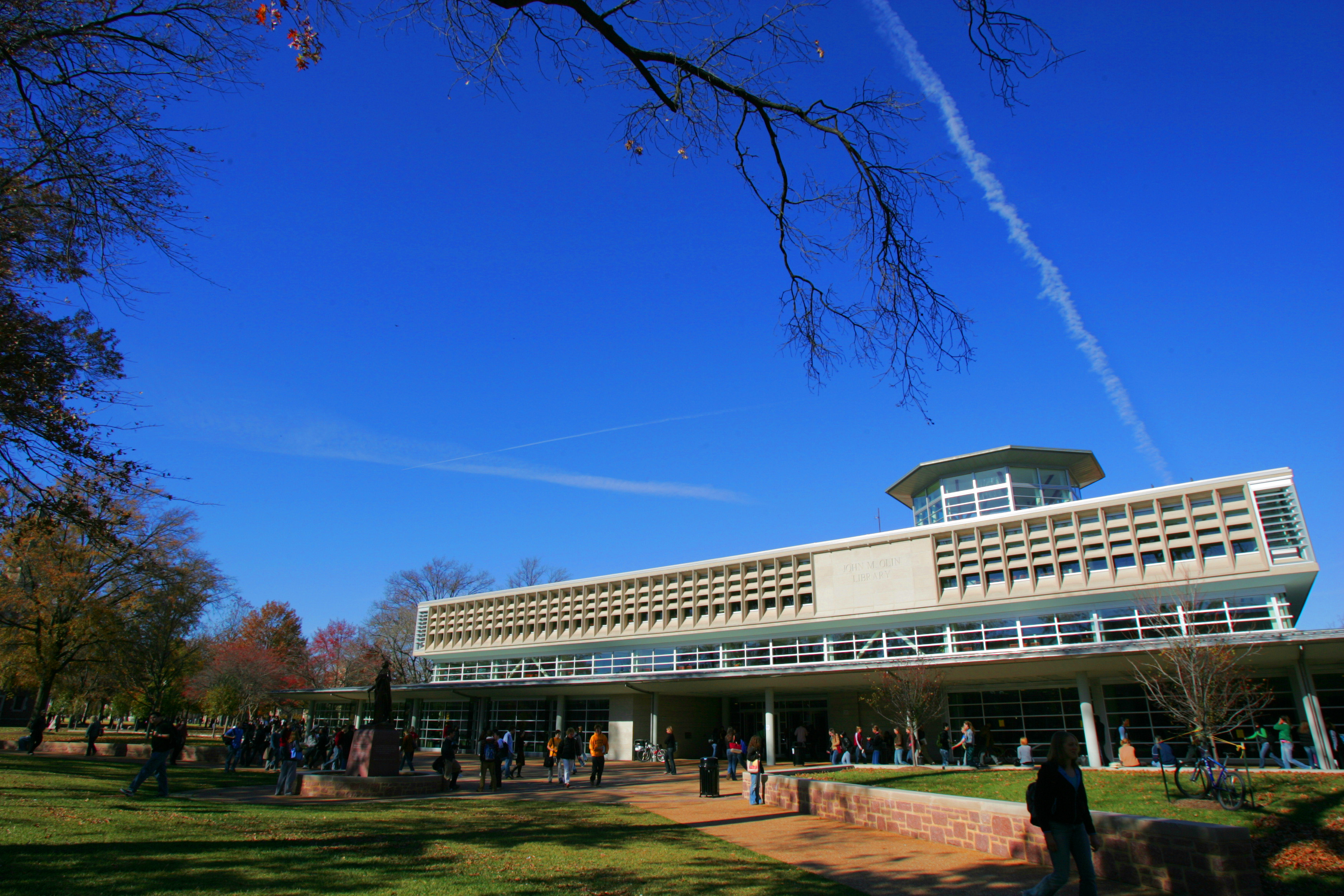
مكتبة اولين

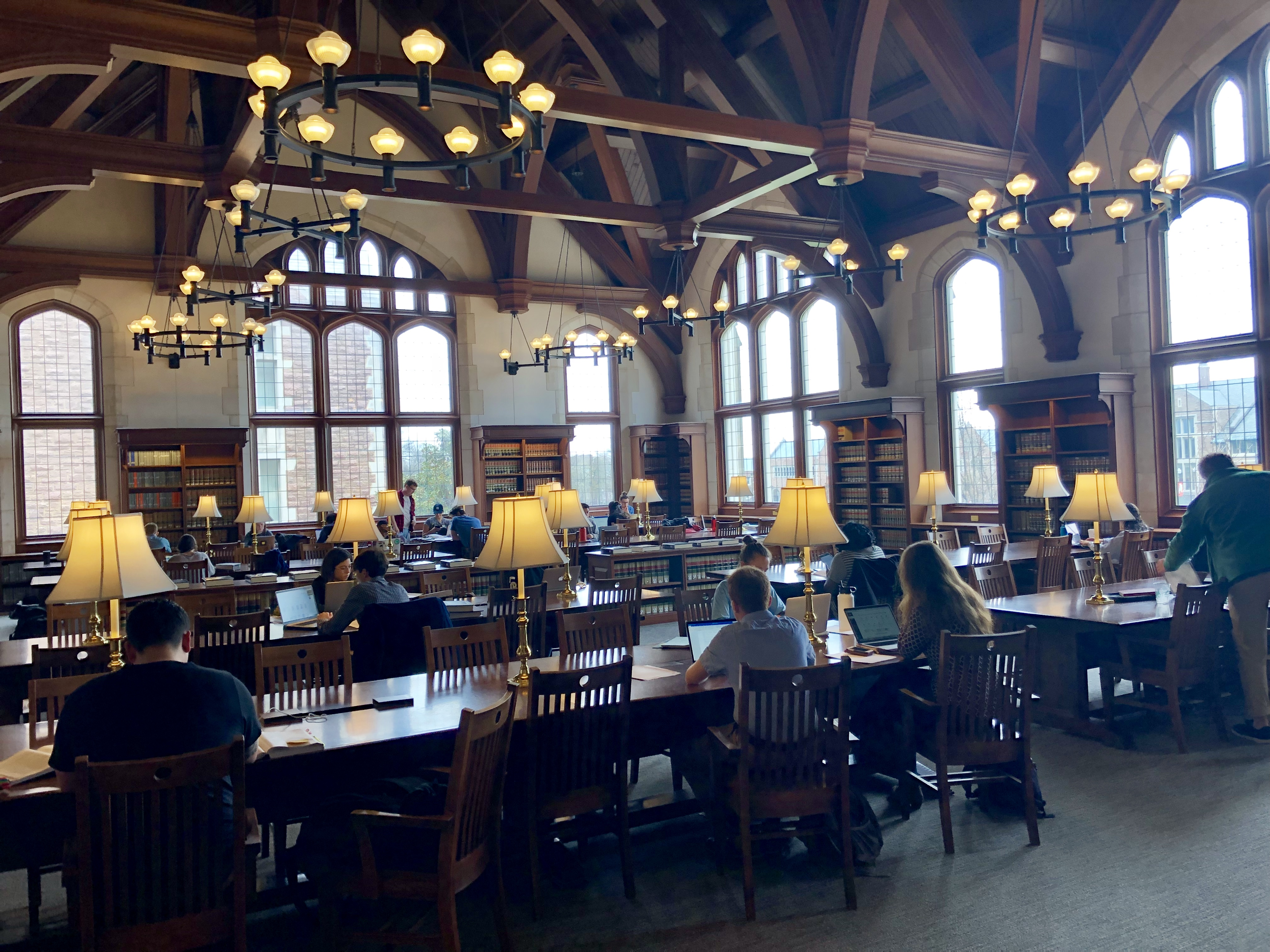
غرفة القراءة في أحد المكتبات

في الحرم الجامعي 14 مكتبة، ويُعد نظام مكتبات جامعة واشنطن هو الأكبر في ولاية ميسوري، ويحتوي على أكثر من 4.2 مليون مجلد. تقع المكتبة الرئيسية والتي تسمى مكتبة أولين في حرم دانفورث الجامعي. في عام 2020، صنفت مجلة برينستون مكتبة أولين ضمن أفضل 10 «مكتبات جامعية» في الولايات المتحدة. المكتبات الأخرى في النظام تشمل:
- مكتبة كرانزبيرج للفنون والعمارة
- مكتبة الأعمال
- مكتبة الكيمياء
- مكتبة شرق آسيا
- مكتبة القانون
- المكتبة الطبية (بيكر)
- مكتبة الموسيقى
- مكتبة الفيزياء
- مكتبة العمل الاجتماعي
- المجموعات الخاصة والمحفوظات
- مكتبة الحرم الغربي

يعد متحف ميلدريد لين كمبر للفنون الذي أنشئ عام 1881، أحد أقدم المتاحف التعليمية في البلاد.
يتضمن المتحف أعمالًا لفنانين أمريكيين وأوروبيين من القرن التاسع عشر والعشرين والقرن الحادي والعشرين، أبرزهم: جورج كالب بينغهام وتوماس كول وبابلو بيكاسو وماكس إرنست وألكسندر كالدر وجاكسون بولوك ورمبرانت وروبرت روشنبرغ وباربرا كروجر وكريستيان بولتانسكي.

## الحياة الجامعية

### المنظمات الطلابية

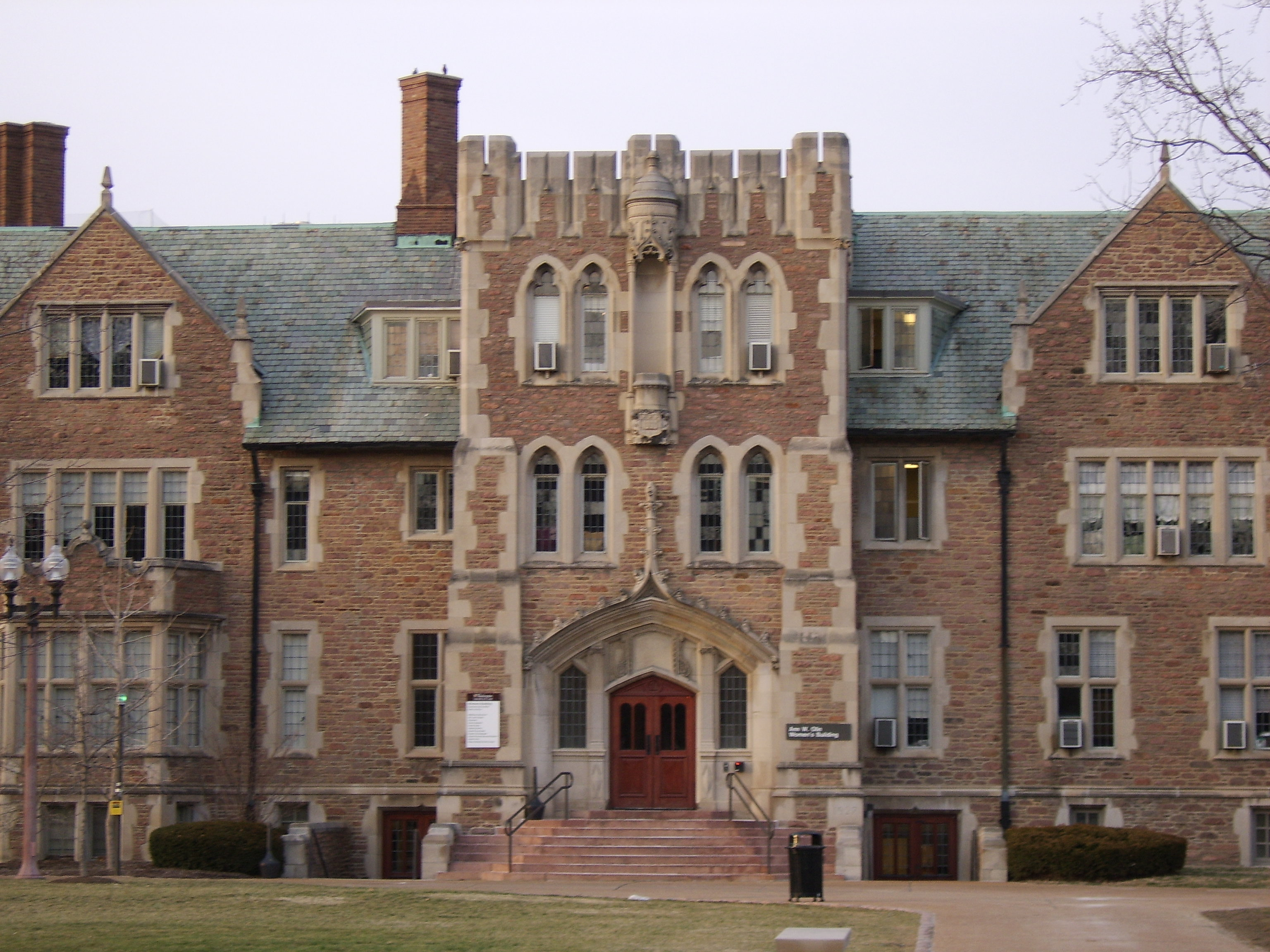
مبنى السيدات

تضم جامعة واشنطن أكثر من 300 منظمة طلابية جامعية في الحرم الجامعي. يتم تمويل معظمها من قبل اتحاد طلاب جامعة واشنطن، والذي اعتبارًا من السنة المالية 2020 تبلغ ميزانيته السنوية 3.6 مليون دولار.
يسيطر على المنظمات الطلابية الطلاب تمامًا وهي واحدة من أكبر ميزانيات الحكومة الطلابية في البلاد. يرعى اتحاد الطلاب برامج الحرم الجامعي واسعة النطاق من حفلات موسيقية، ونسخ مجانية من نيويورك تايمز ويو إس إيه توداي و سانت لويس بوست ديسباتش، كما أنه يمول محطة تلفزيون الحرم الجامعي، ومحطة الراديو والتي اختيرت كأفضل محطة إذاعة في سانت لويس لعام 2003. هناك 11 أخوية و 9 جمعيات نسائية.

## خريجون بارزون
خرجت جامعة واشنطن أكثر من 114,000 من الخريجين الأحياء و 29 من علماء منحة رودس و25 من الحائزين على جائزة نوبل المنتسبين إلى الجامعة كأعضاء هيئة تدريس أو طلاب.
من بين الخريجين الجدد البارزين للكلية:
- جيم مكيلفي، المؤسس المشارك ومدير شركة سكوير.
- أفرام غلازر، رئيس نادي مانشستر يونايتد.
- جون فيلتهايمر، الرئيس التنفيذي لشركة أفلام ليونزغيت.
- أندرو مكابي نائب مدير مكتب التحقيقات الفدرالي السابق.
- جورج زيمر، مؤسس شركة ملابس الرجال.
- فيل رادفورد، الرئيس التنفيذي لمنظمة السلام الأخضر.
- ريوردان، مؤسس شركة جلعاد للعلوم.
- سينيشا مالي وزير المالية الصربي.
- شيك هيشت؛ عضو الكونغرس السابق عن نبراسكا هال داوب.
- الصحفيان الحائزان على جائزة بوليتزر كين كوبر وهانك كليبانوف.
- لينا وين، الرئيسة السابقة لتنظيم الأسرة.
- الممثل والمخرج هارولد راميس (غوستبوسترس، كاديشاك).
- لاعب البيسبول دال ماكسفيل.
- رائد فضاء ناسا بوب بهنكن.
- جوزيف ليكلاريدر.
- رائد الذكاء الاصطناعي. تشارلز ناجل.
- مؤسس غرفة التجارة الأمريكية؛ جوليان و. هيل
- مخترع النايلون؛ كلايد كوان.
- مكتشف مشارك للنيوترينو. جيمس ر. طومسون.
- حاكم إلينوي؛ ديفيد ر. فرانسيس.
- حاكم ميسوري؛ ويليام إتش ويبستر.
- المدير السابق لمكتب التحقيقات الفيدرالي ووكالة المخابرات المركزية.
- سفير الولايات المتحدة لدى بلجيكا سام فوكس.
- إدوارد سينجلتون هولدن رئيس جامعة كاليفورنيا.
- توماس لامب إليوت مؤسس كلية ريد.
- أبرام ل. ساشار، الرئيس المؤسس لجامعة برانديز.

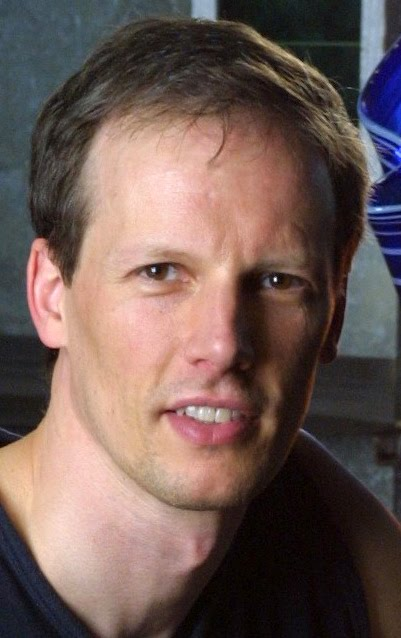
جيم مكيلفي، المؤسس المشارك ومدير شركة سكوير
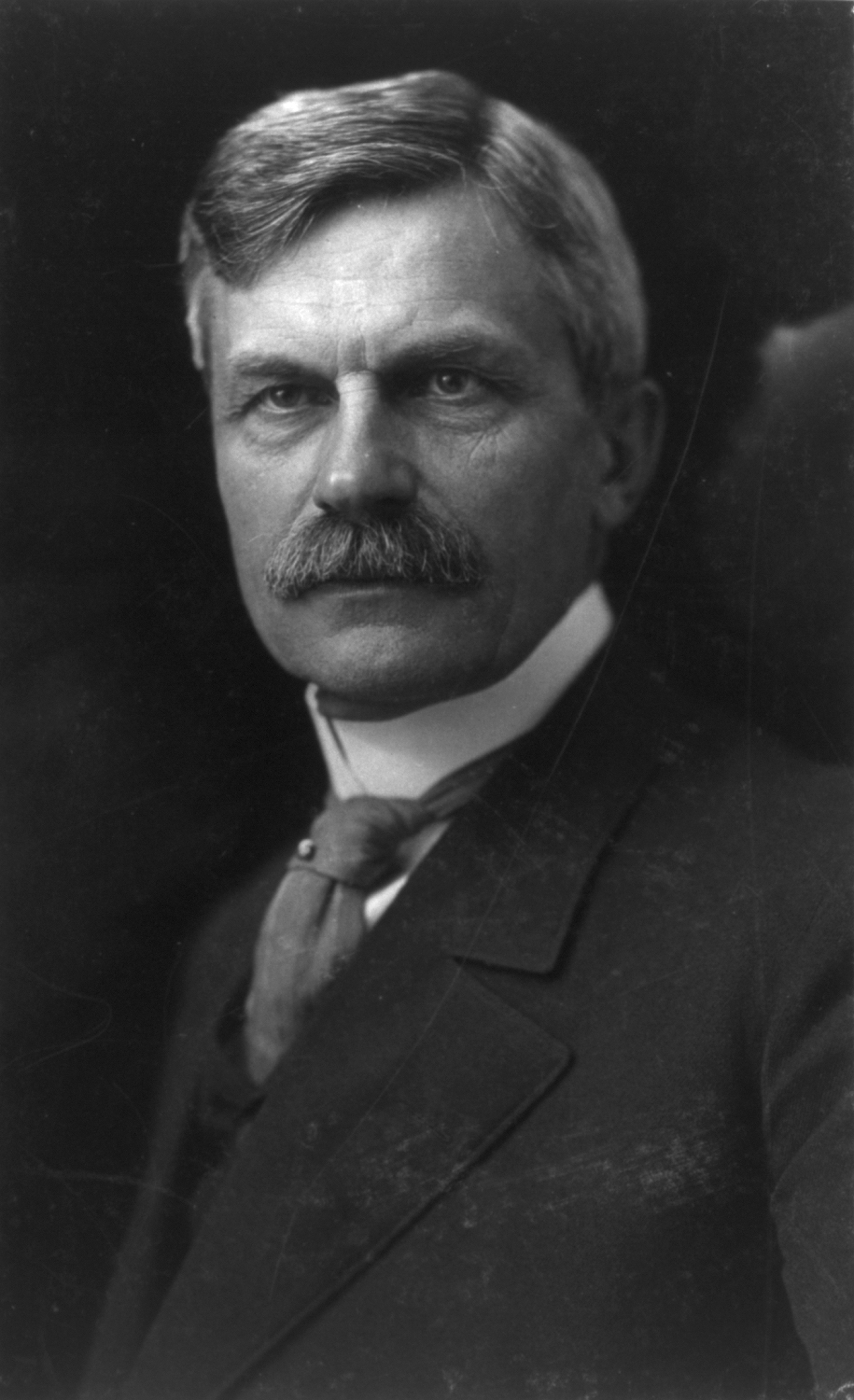
تشارلز ناغل، مؤسس غرفة التجارة الأمريكية  [لغات أخرى]‏
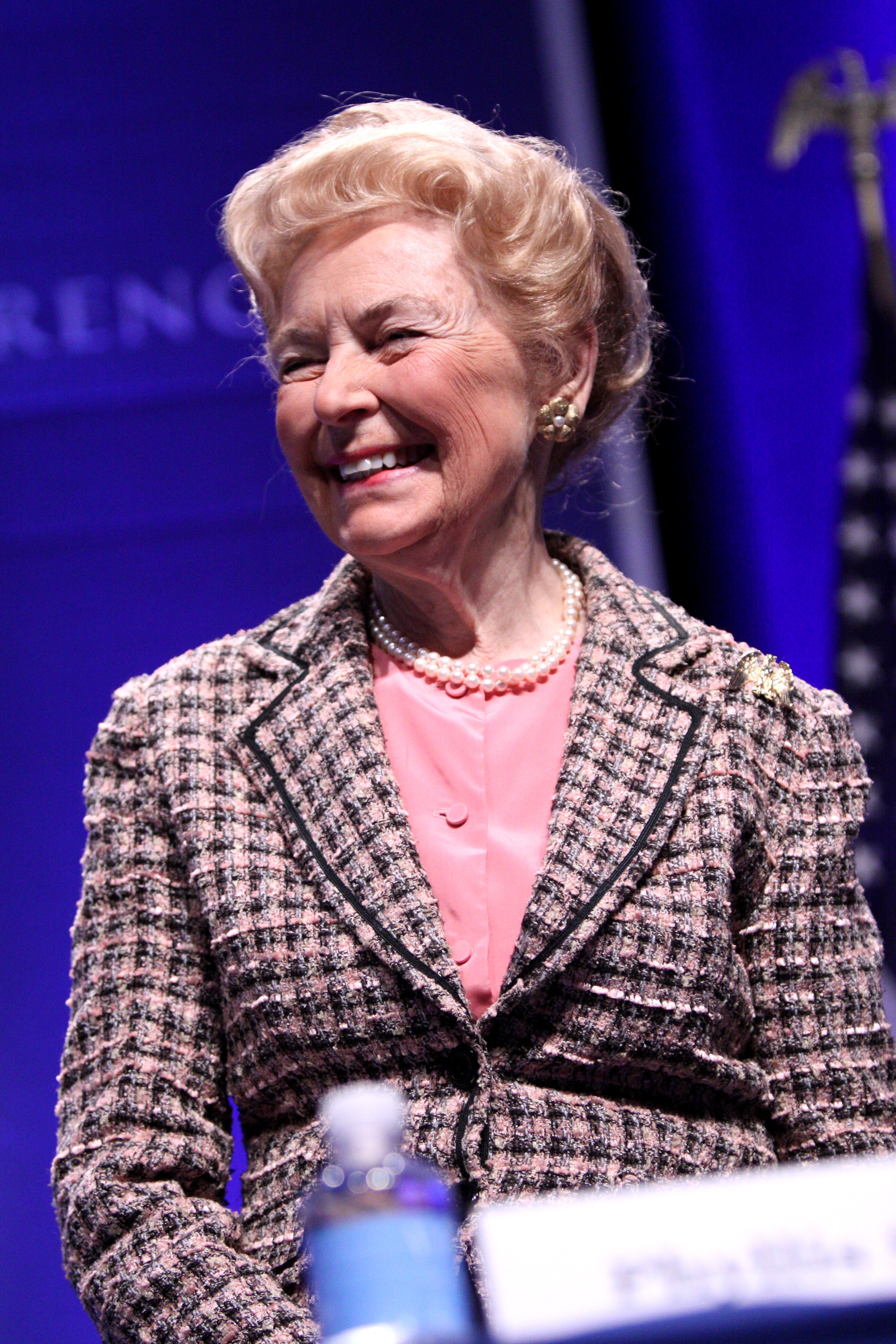
فيليس شلافلي، ناشط محافظ، مؤسس منتدى النسر  [لغات أخرى]‏
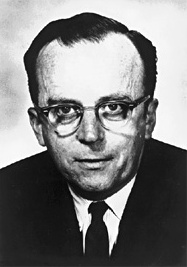
جوزيف ليكلاريدر، رائد في ذكاء اصطناعي إنترنت
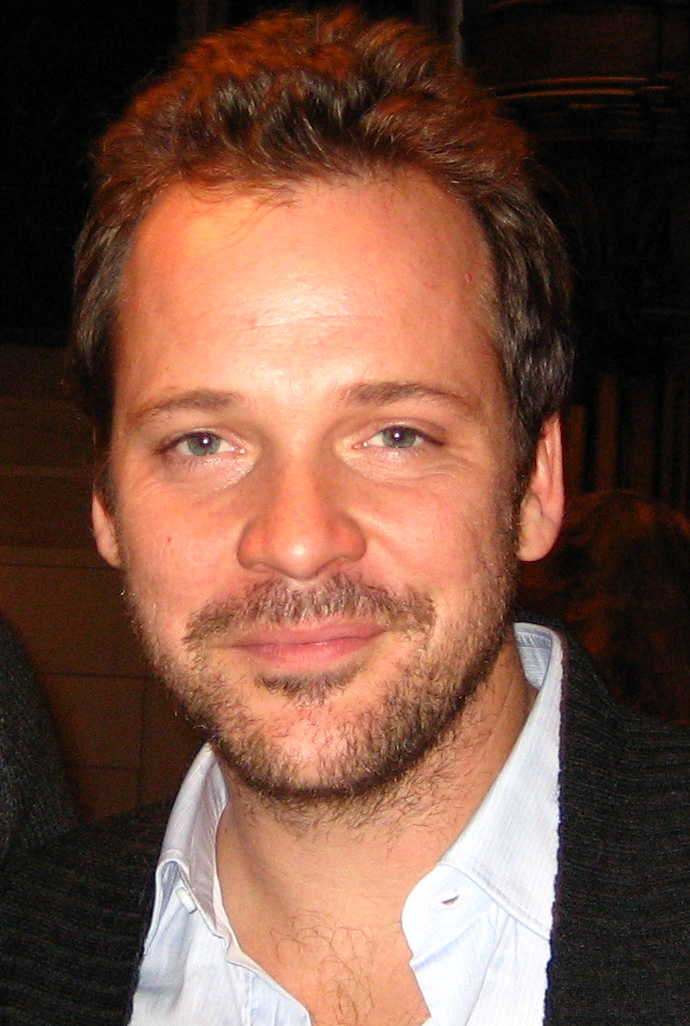
بيتر سارسجارد، ممثل حائز على جائزة
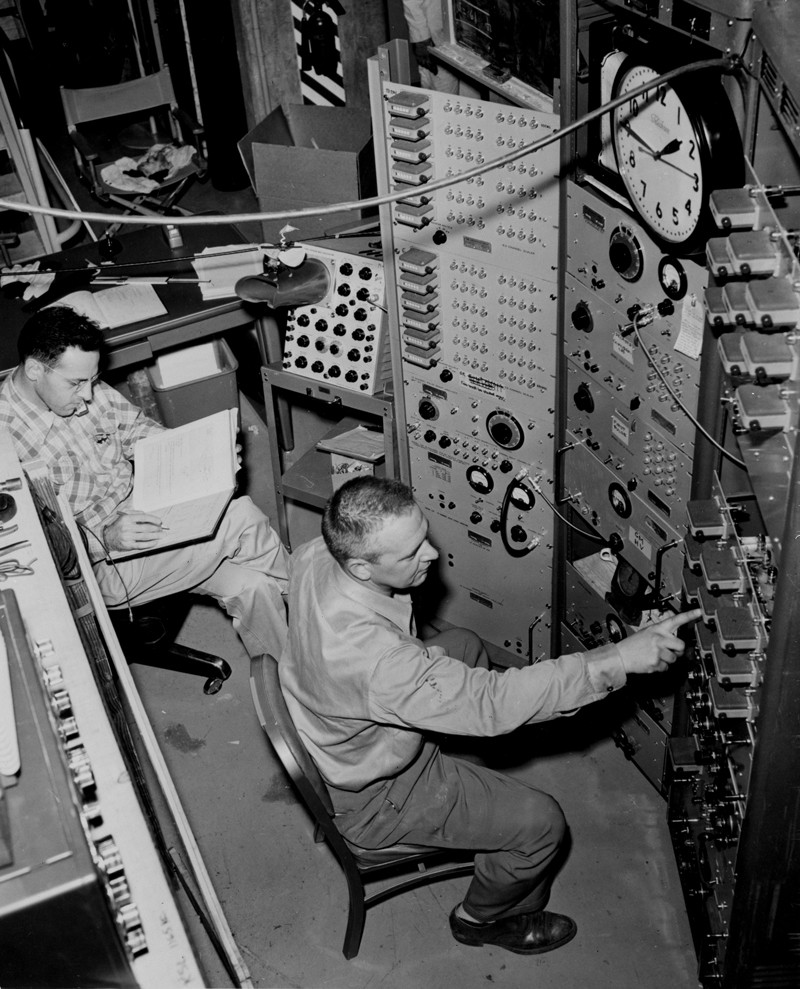
كلايد كوان، مكتشف مشارك نيوترينو
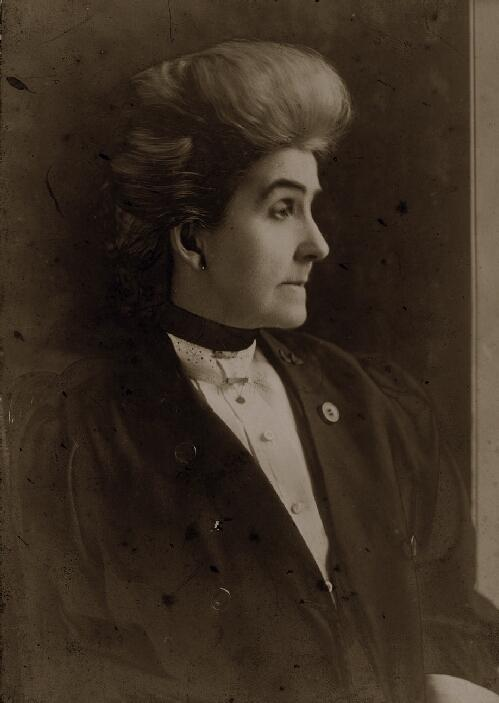
فيبي كوزينز، أول مشير أمريكي

## أعضاء هيئة التدريس البارزون
- الاقتصادي والحائز على جائزة نوبل التذكارية دوغلاس نورث
- علماء الكيمياء الحيوية والحائزان على جائزة نوبل كارل وجيرتي كوري
- عالم الفيزياء والحائز على جائزة نوبل آرثر هولي كومبتون؛ الروائيان ستانلي إلكين وويليام جاس
- الشعراء كارل فيليبس وماري جو بانغ
- المهندس المعماري فوميهيكو ماكي
- ريتا ليفي مونتالسيني، طبيبة الأعصاب والحائزة على جائزة نوبل
- الفنان البارز ماكس بيكمان
- باحثو الجنس ويليام ماسترز وفرجينيا جونسون
- الشاعران الحائزان على جائزة هوارد نيمروف ومنى فان دوين
- الكيميائي جوزيف دبليو كينيدي
- مكتشف مشارك لعنصر البلوتونيوم

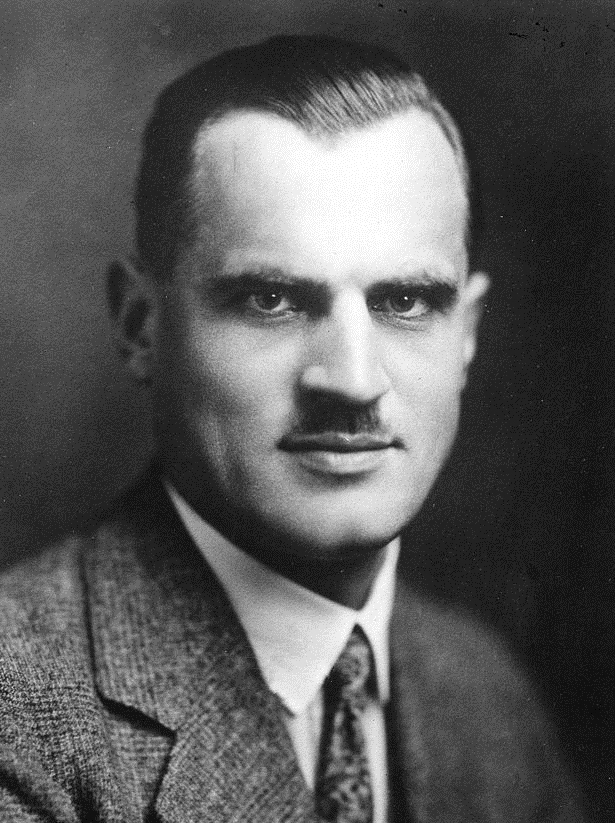
آرثر كومبتون، مكتشف ظاهرة كومبتون
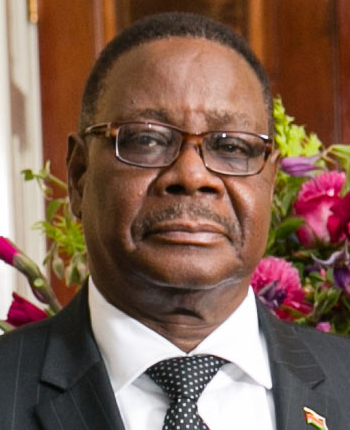
بيتر موثاريكا، رئيس مالاوي
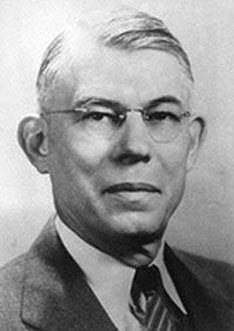
إدوارد دويزي، مكتشف فيتامين ك
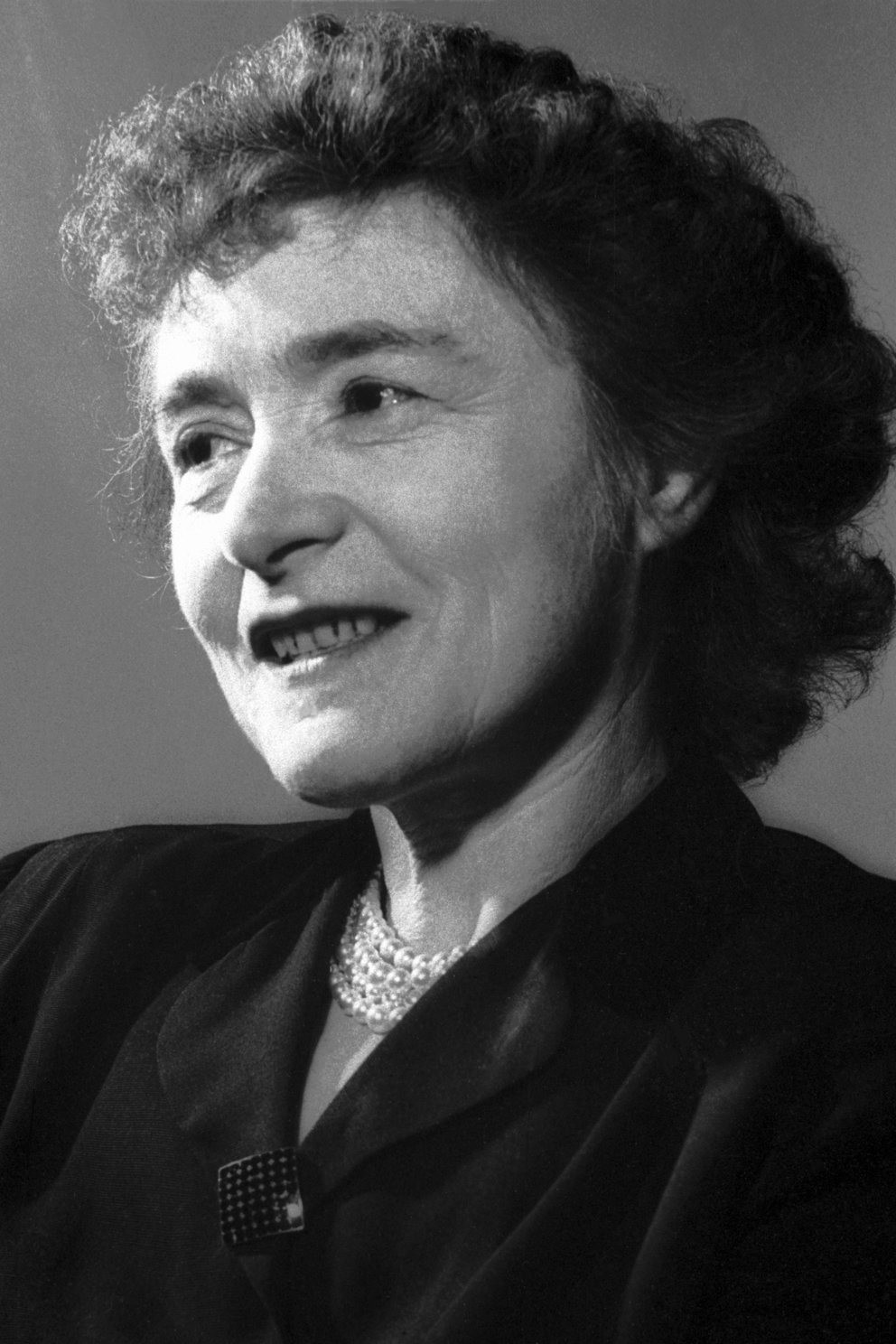
جرتي كوري، أول امرأة تحصل جائزة نوبل في الطب أو علم وظائف الأعضاء
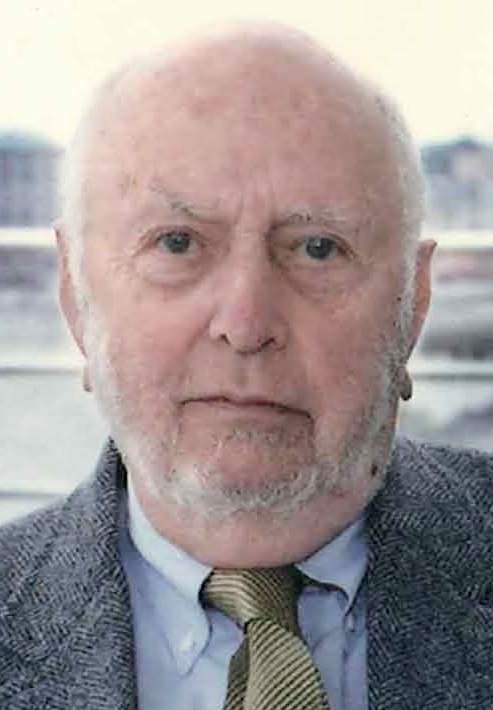
دوغلاس نورث، اقتصادي جائزة نوبل في العلوم الاقتصادية
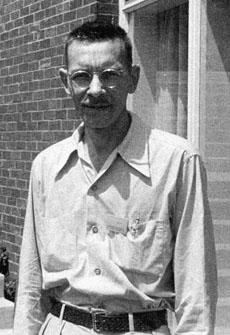
ألفرد هيرشي، عالم البكتيريا قائمة الحاصلين على جائزة نوبل في الطب أو علم وظائف الأعضاء والمعروف تجارب هرشي وتشيس
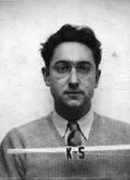
جوزيف دبليو. كينيدي، مكتشف مشارك بلوتونيوم

## وصلات خارجية
- الموقع الرسمي للجامعة (بالإنجليزية)